# José José, el príncipe de la canción
José José, el príncipe de la canción es una serie de televisión biográfica estadounidense producida por Telemundo Studios y Estudios TeleMéxico, a cargo de Gabriela Valentán, Salvador Montes y Jorge Jiménez para Telemundo en 2018. Es dirigida por Carlos Villegas y Diego Mejía. Está basada en la vida de José José.
Protagonizada por Alejandro de la Madrid, María Fernanda Yepes e Itatí Cantoral, con la actuación estelar de Rosa María Bianchi; además cuenta con las actuaciones especiales de Damián Alcázar y Danna Paola.
Estuvo disponible en Netflix desde el 1 de junio de 2018 hasta el 31 de mayo de 2021, con un total de 75 episodios.

## Elenco

### Principales
- Alejandro de la Madrid como José José
- María Fernanda Yepes / Alpha Acosta como Anel Noreña
- Itatí Cantoral como Natalia "Kiki" Herrera
- Rosa María Bianchi como Margarita Ortiz
- Damián Alcázar como José Sosa
- Axel Arenas como Gonzalo Sosa
- Danna Paola como Lucero
- Ana Ofelia Murguía como Abuela Carmelita
- Juan Carlos Colombo como Carlos Herrera Calles
- Raquel Pankowsky como Natalia Calles Chacón
- Carlos Bonavides como Manuel Gómez
- Silvia Mariscal como Lucero León
- Jorge Jiménez como Abel Solares
- Carlos Athié como Pedro Salas
- Manuel Balbi como Nacho
- Gonzalo Vega Jr. como José José (adolescente)
- Mauricio Isaac como Raúl Ortíz "Chumo"
- Sylvia Sáenz como Claudia Lozano "La Güera"
- Yunuen Pardo como Mildred "Mili" González
- José Ángel Bichir como Manolo Noreña
- Pedro de Tavira como Alfonso Lira
- Ricardo Polanco como La Jorja
- Alejandro Calva como Toño Camacho
- Ariana Ron Pedrique como Nora Díaz
- José María Galeano como Javier de la Garza
- Gabriel Navarro como Jorge Landa
- Fernanda Echeverría como Juanita
- Yolanda Abbud como La Negra
- Karem Momo Ruiz como Minerva
- Santiago Stephens como Rogelio "El Patas"
- Andrés Dardon como Esteban Milán "El Negro"
- Alejandra Zaid como Lorena Solares
- André Real como Carlitos
- Roberto Santamarina Cantoral como Elías
- Eduardo Santamarina Cantoral como Plutarco

### Recurrentes e invitados
- Siouzana Melikián como María Sosa
- Ana Layevska como Christian Bach
- Malillany Marín como Sarita Salazar
- Andrés Giardello como Mauricio Garcés
- Edgardo González como Víctor Frenk
- Adrián Makala como Francisco Fellove
- Francisco Barcala como Dr. Cristerna
- Michel López como Luis Gabriel
- Francisco Angelini como Paco Fernández
- León André como Ángel Sosa
- Ray Michaus como José Joel
- José José como él mismo
- Marcus Ornellas como Andrés García
- Carlos Corona como Maestro Magallanes